# Gerunzelte Knotenameise
Die Gerunzelte Knotenameise (Myrmica rugulosa) ist eine Ameise aus der Unterfamilie der Knotenameisen (Myrmicinae).

## Merkmale
Bei den Arbeiterinnen ist der Scapus der Antennen an der Basis scharf gebogen und leicht abgewinkelt. Der Kopf ist deutlich länger als breit. Der Petiolus ist langgezogen und an der Oberseite gleichmäßig abgerundet. Er ist glatt, aber nicht glänzend. Der restliche Körper weist eine nur schwache Mikroskulptur auf. Die Männchen haben Antennen mit einem sehr kurzen Scapus, der an der Basis nicht abgewinkelt ist.

## Verbreitung und Lebensraum
In ganz Mitteleuropa ist diese wärmeliebende Ameise im Flachland und im Hügelland verbreitet, ist stellenweise aber selten. Sie nutzt gut besonnte Standorte, mit kurzwüchsiger Vegetation. Im Vergleich zu anderen Myrmica-Arten ist sie sehr wärmeliebend. Auch Gebiete mit lückenhaftem Bewuchs werden genutzt, wie zum Beispiel Sand, offene Uferbereiche und Straßenränder.

## Lebensweise
Die Geschlechtstiere schwärmen am späten Nachmittag zwischen Anfang Juli und Mitte Oktober, meist im August. Es kommt oft vor, dass sich einige Geschlechtstiere nach Verlassen des Nests sofort paaren, ohne abzufliegen. Die Kolonien sind überwiegend polygyn, manchmal kann eine Kolonie auch über mehrere Nester verteilt sein und aus mehreren tausend Arbeiterinnen bestehen. Die Art kann auch in Territorien der Schwarzen Wegameise (Lasius niger) leben, da sie über besondere aggressionshemmende Verhaltensweisen verfügt, die eine friedliche Koexistenz möglich machen. Die Gerunzelte Knotenameise kann als Sammler von toten Insekten an Straßenrändern und Gossen auffallen.

## Systematik

### Synonyme
Aus der Literatur sind folgende Synonyme für Myrmica rugulosa bekannt:
- Myrmica (Myrmica) rugulos var. minuta Karavaiev
- Myrmica rugulosa sulcinodorugulosa Nasonov
- Myrmica (Myrmica) rugulosa var. slobodensis Arnol'di
- Myrmica rugulosa var. constricta Karavaiev
- Myrmica slobodensis Arnol'di
- Myrmica constricta Karavaiev
- Myrmica clandestina Förster
- Myrmica rugulosa var. sulcinodorugulosa Nasonov
- Myrmica rugulosa var. slobodensis Arnol'di
- Myrmica rugolosa var. constricta Karavaiev
- Myrmica sulcinodis var. sulcinodo-rugulosa Nasonov
- Myrmica sulcinodis var. sulcinodo rugulosa Nasonov
- Myrmica rugulosa rugulosa var. slobodensis Arnol'di
- Myrmica (Myrmica) rugulosa var. constricta Karavaiev
- Myrmica rugulosa var. minuta Karavaiev